# 小行星7152
小行星7152（英語：7152 Euneus）是一颗围绕太阳公转的小行星。1973年9月19日，C. J. 万·豪敦、I. 万·豪敦-格勒内费尔德、T. 赫雷爾斯在帕洛马山发现了此天体。
这颗小行星的绝对星等为307.3152816657239等。小行星7152以希臘神話的人物尤尼奧斯命名。